# Чжухай

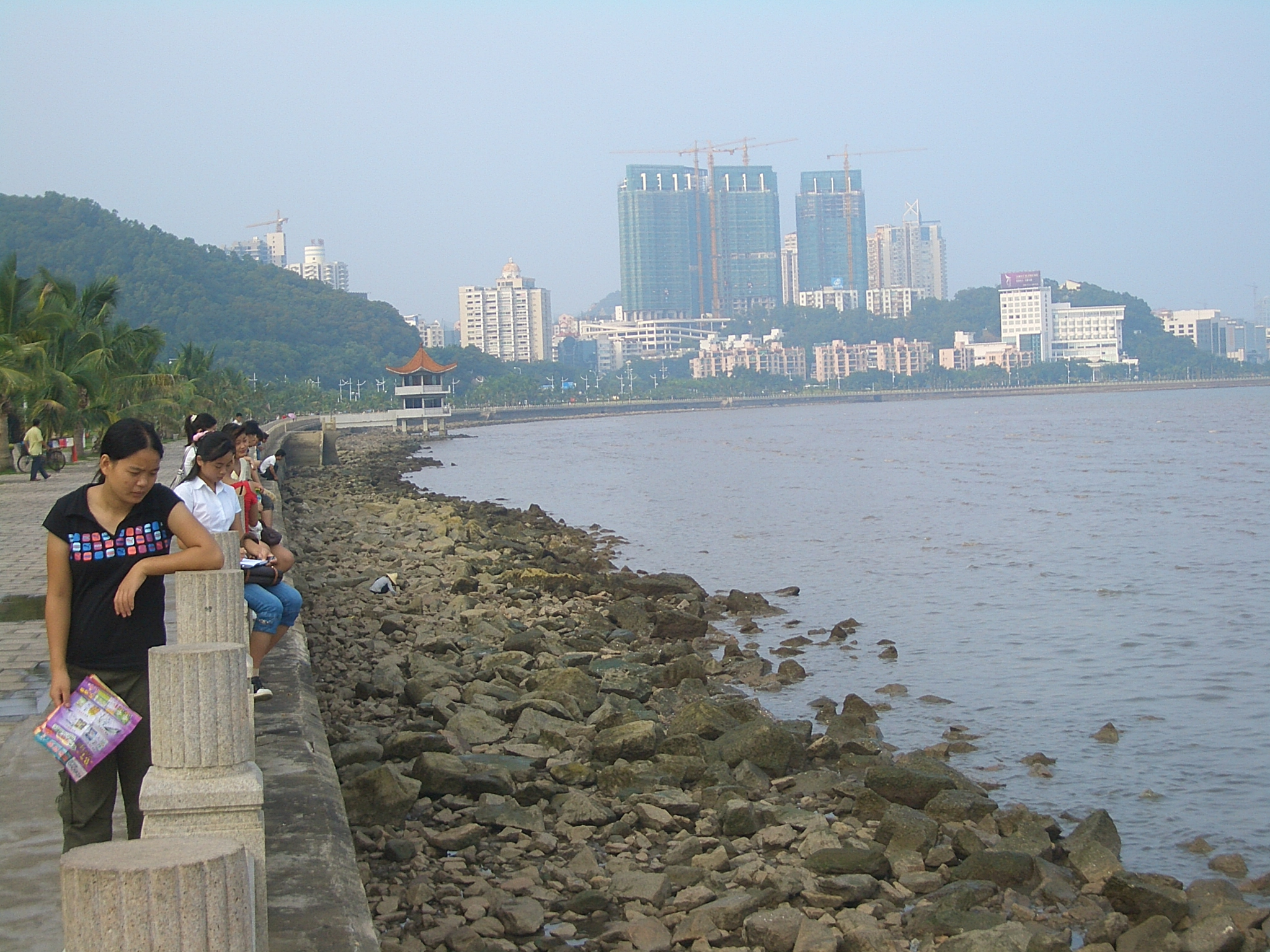
На набережній Цінлюй уздовж естуарія Перлової річки

Чжухай (кит. спр. 珠海, піньїнь: Zhūhǎi, буквально «Перлове море») — міський округ на південному березі китайської провінції Гуандун. Міському округу підпорядковується територія 1724 км (включаючи безліч островів і 690 км² водної поверхні), з населенням 1562 тис. жителів (2010).

## Географія
Розташовується на західній стороні естуарія Перлинної річки і межує з особливим адміністративним районом Макао, який географічно займає невеликий півострів, що примикає до центру Чжухая, і острів Тайпа/Колоан далі на південь.

### Клімат
Місто знаходиться у зоні, котра характеризується вологим субтропічним кліматом. Найтепліший місяць — липень із середньою температурою 28.8 °C (83.8 °F). Найхолодніший місяць — січень, із середньою температурою 14.7 °С (58.5 °F).
| Клімат Чжухая           | Клімат Чжухая | Клімат Чжухая | Клімат Чжухая | Клімат Чжухая | Клімат Чжухая | Клімат Чжухая | Клімат Чжухая | Клімат Чжухая | Клімат Чжухая | Клімат Чжухая | Клімат Чжухая | Клімат Чжухая | Клімат Чжухая |
| Показник                | Січ.          | Лют.          | Бер.          | Квіт.         | Трав.         | Черв.         | Лип.          | Серп.         | Вер.          | Жовт.         | Лист.         | Груд.         | Рік           |
| Середня температура, °C | 14,7          | 15,1          | 18,2          | 22,1          | 26            | 27,7          | 28,8          | 28,5          | 27,3          | 24,6          | 20,4          | 16,5          | 22,5          |
| Норма опадів, мм        | 22.4          | 39.3          | 59.5          | 160.1         | 280.9         | 304           | 236.2         | 302.6         | 194.1         | 104           | 30.7          | 24.5          | 1758.3        |
| Днів з опадами          | 6,7           | 9,7           | 11,6          | 12,6          | 16            | 19,6          | 17,4          | 17,5          | 14,5          | 8,4           | 6,1           | 5             | 145,1         |
| Вологість повітря, %    | 71.3          | 78.8          | 81.7          | 83.3          | 82.8          | 82.3          | 80.2          | 81            | 78            | 73.2          | 69.3          | 68.4          | 77.5          |
| ----------------------- | ------------- | ------------- | ------------- | ------------- | ------------- | ------------- | ------------- | ------------- | ------------- | ------------- | ------------- | ------------- | ------------- |
| Джерело: Weatherbase    |               |               |               |               |               |               |               |               |               |               |               |               |               |

## Транспорт
На кордоні між Чжухай і Макао розташований жвавий Прикордонний перехід Гунбей, а біля нього (на чжухайській стороні) — однойменна автостанція, звідки приміські та міжміський автобуси відбувають в Гуанчжоу і інші міста Гуандуна; з південного ж боку перехід обслуговується міськими автобусами Макао. З гавані Цзючжоу ходять пороми в Гонконг і Шеньчжень. Є у Чжухаї і аеропорт, конкуруючий з аеропортом Макао. Залізниці в місті (і, відповідно, в сусідньому Макао) поки немає, але плани будівництва такої активно обговорюються.